# Pluto jongleur
Pour plus de détails, voir Fiche technique et Distribution.
Pluto jongleur (Playful Pluto) est un dessin animé de Mickey Mouse produit par Walt Disney pour United Artists et sorti le 3 mars 1934.

## Synopsis
Mickey est en train de jardiner mais Pluto est d'humeur joueuse.

## Fiche technique
- Titre original : Playful Pluto
- Autres Titres[1] :
  - Finlande : Leikkisä Pluto, Leikki leikkinä
  - France : Pluto jongleur
  - Suède : Pluto i skojartagen
- Série : Mickey Mouse
- Réalisateur : Burt Gillett
- Animateur : Norman Ferguson, Dick Lundy
- Voix : Walt Disney (Mickey)
- Producteur : Walt Disney, John Sutherland
- Distributeur : United Artists
- Date de sortie : 3 mars 1934[2]
- Format d'image : Noir et Blanc
- Musique : Frank Churchill, Larry Morey, Paul J. Smith
- Son : Mono
- Durée : 8 min
- Langue : (en)
- Pays :  États-Unis

## Commentaires
La séquence du papier tue-mouche a été animée par Norman Ferguson et est considérée comme « un chef-d'œuvre de l'animation ».